# Новосёлка (Бучачская городская община)
Новосёлка (укр. Новосілка) — село в Бучачской городской общине Чортковского района Тернопольской области Украини.
До 2020 года входило в Бучачский район.
Код КОАТУУ — 6121288404. Население по переписи 2001 года составляло 589 человек.

## Географическое положение
Село Новосёлка находится на левом берегу реки Ольховец, которая через 1 км впадает в реку Стрыпа,
выше по течению на расстоянии в 1 км расположено село Язловец.

## История
- 1864 год — дата основания.

## Экономика
- «Вильховец», агропромышленное ЧП.

## Объекты социальной сферы
- Школа I ст.
- Клуб.
- Фельдшерско-акушерский пункт.